# Боярка (притока Олешні)
Боярка — річка в Україні, у Коростенському районі Житомирської області. Ліва притока Олешні (басейн Прип'яті).

## Опис
Довжина річки приблизно 3,5 км.

## Розташування
Бере початок на північному сході від Каленського. Тече переважно на північний схід і біля Мединівки впадає у річку Олешню, праву притоку Ужу.